# Новогвинейский лори-гуа Хартерта
Новогвинейский лори-гуа Хартерта (лат. Neopsittacus pullicauda) — птица отряда попугаеобразных, один из двух видов рода Лори-гуа. Эндемик Новой Гвинеи. Название дано в честь описавшего его немецкого орнитолога Эрнста Хартерта (1859—1933)
Международный союз орнитологов не выделяет подвидов, но некоторые другие орнитологи выделяют несколько подвидов:
- Neopsittacus pullicauda alpinus
- Neopsittacus pullicauda socialis
- Neopsittacus pullicauda pullicauda

## Описание
Длина тела новогвинейского лори-гуа Хартера составляет около 18 см, вес — 25-40 грамм. Таким образом, они несколько мельче лори-гуа Мусшенброка.
Основная часть оперения зелёная; на животе, нижней части крыльев и боковые перья хвоста — красные. На щеках и на лбу есть полосы жёлтого цвета. Клюв оранжевый — это ещё один признак, отличающий вид от «жёлтоклювого» лори-гуа Мусшенброка. Радужная оболочка глаз красного цвета. Ноги серые.
Половой диморфизм выражен в более бледном окрасе самок относительно самцов того же вида. Оперение молодых особей так же менее яркое, а их клюв оранжево-коричневого цвета.

## Распространение и численность
Обитает в субтропических и тропических лесах Новой Гвинеи.
Точная численность популяции неизвестна, но остается стабильной, несмотря на влияние деятельности человека и некоторую потерю среды обитания.